# Martina Utz
Martina Utz (* 12. Mai 1981 in Dachau) ist eine deutsche Volleyballspielerin.

## Karriere
Martina Utz ist ein echtes Lohhofer Eigengewächs. Ab 2002 spielte die Libera mit der Damen 1 des SV Lohhof in der Regionalliga Südost. 2005 gelang Utz mit den Unterschleißheimerinnen der Aufstieg in die zweite Bundesliga. In der nächsten Saison wurde der Neuling gleich Meister dieser Klasse, verzichtete aber auf das Spielrecht für die erste Liga. 2007 wurde Martina Utz Vizemeister mit dem SVL. Ein Satz fehlte zur Titelverteidigung. Nach einem vierten Platz in der nächsten Spielzeit stieg die Grundschullehrerin 2009 mit der 1. Mannschaft des SVL in die 1. Bundesliga auf. Martina Utz hatte ihren ersten Einsatz in der 1. Volleyball-Bundesliga am 1. Spieltag der Saison 2009/10 im Heimspiel gegen den Dresdner SC (Volleyball). Nach dem Abstieg der Unterschleißheimerinnen beendete die Libera ihre Karriere.